# Pony

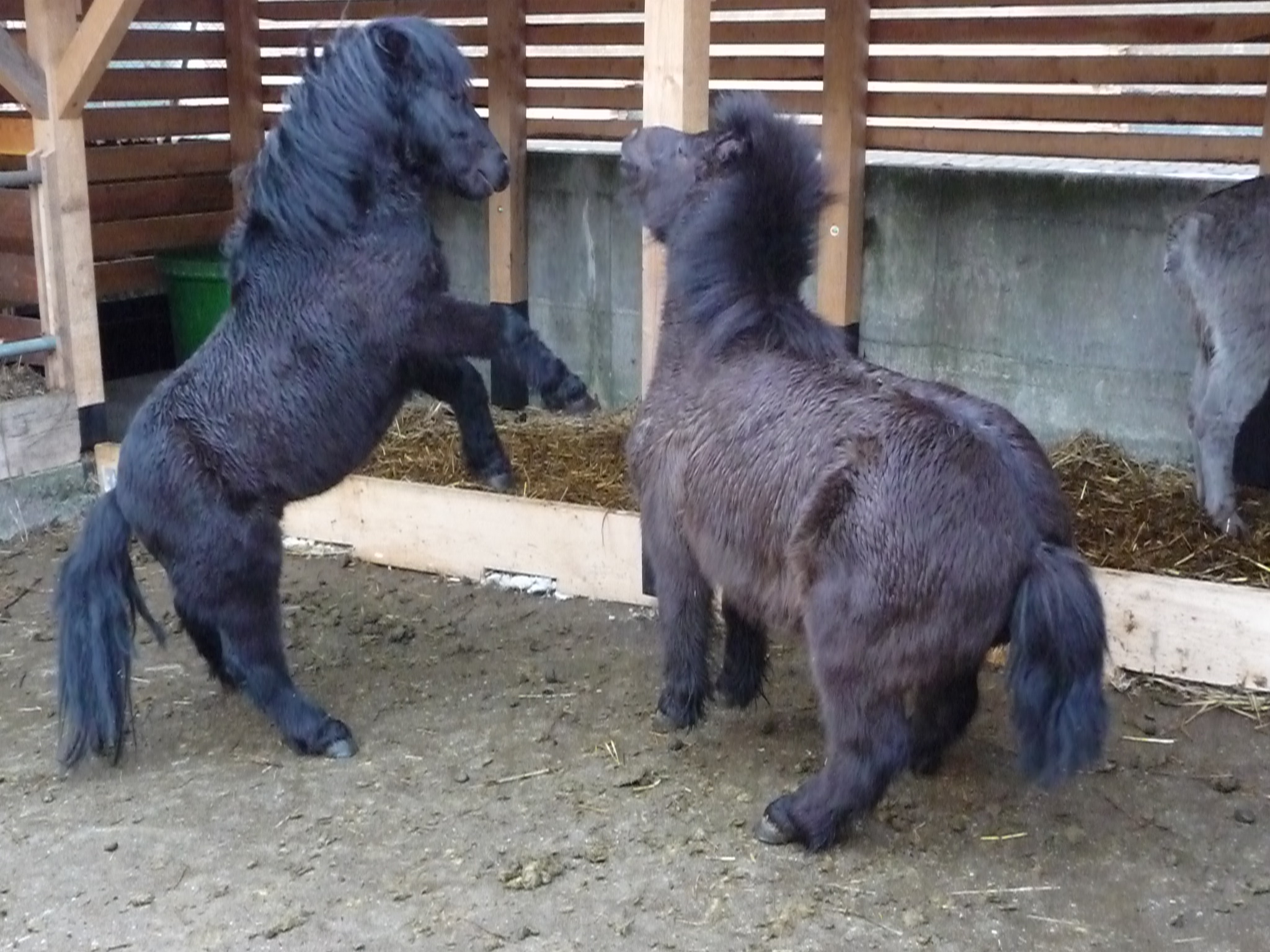
Shetlandský pony

Pony či poník je malý kůň do 148 centimetrů kohoutkové výšky. Pony může být mohutný, podobně jako chladnokrevní koně, nebo s lehčí stavbou těla, podobně jako vyšší teplokrevní koně. Poníci mohou být velmi malincí – nejmenší zaznamenaný minipony měřil pouhých 46 cm v kohoutku.[zdroj?] Pony do 130 cm jsou malí, vhodní pro menší děti a skvělí i pro ambiciózní děti, které se chystají sportovat. Koně od 130 cm do 140 cm již unesou i dospělé lidi,[zdroj?] což ale samozřejmě záleží na konkrétním koni a jeho mohutnosti. Největší poníci, od 140 cm do 148 cm jsou nejlepší rekreační poníci pro starší děti a dospělé lidi, pro starší děti s ambicemi do sportu poskytují ideální možnost přechodu na velké koně, protože už mají téměř jeho velikost a už mají i téměř shodné chody jako velký kůň (což je také individuální), to znamená prostorné. Většina poníků jsou nebo byla divoká plemena.
Základní barva srsti je hnědá, světle hnědá, tmavě hnědá až černá. 